# ベイビィ・ポータブル・ロック
「ベイビィ・ポータブル・ロック」は、1996年3月20日にリリースされたピチカート・ファイヴ通算10枚目のシングル。

## 解説
日産自動車「ミストラル」CMソング。CMでは「ふたりのBABY.ミストラル.」と商品名のミストラルを連呼する歌詞。
CDシングルとアナログシングルの2形態で発売。本楽曲シングルの発売に先立ってコロムビアの音響部門（現：デノン）から「ポータブル・レコード・プレイヤー GP-3R」のピチカート・ファイヴ・モデル（GP-3S）が限定発売された。
ボーカルの野宮が以前所属していたポータブル・ロックとタイトルが掛かっており、曲調もポータブル・ロックを彷彿させるものとなっている。
MBSラジオ『かめばかむほど亀井希生です!』のテーマ曲。
ラジオかなざわ「おはよう あさ生ラジオ!」では2曲目収録のinstrumentalがテーマ曲として使用された。

## 収録曲
CD (CODA-909)
1. ベイビィ・ポータブル・ロックbaby portable rock　
  - 詞／曲：小西康陽
  - 日産自動車「ミストラル」CMソング
  - 住友不動産商業施設「有明ガーデン」CMソング[1]
2. ベイビィ・ポータブル・ロックbaby portable rock （instrumental）
  - 曲：小西康陽
3. 悲しい歌 featuring readymade string quartet triste
  - 詞／曲：小西康陽　編曲：村山達哉
  - 前年のシングル「悲しい歌」のストリングス・ヴァージョン。
  - 演奏は金原千恵子率いる金原ストリングス。
4. ベイビィ・ポータブル・ロック baby portable rock （jingle mix）
  - 詞／曲：小西康陽
  - CMで使用されたヴァージョン。
  - サビの歌詞は車両のキャッチコピー「ふたりのBABY.ミストラル.」に改編されている。

アナログ盤 (COKA-4)
1. ベイビィ・ポータブル・ロックbaby portable rock　
  - 詞／曲：小西康陽
2. 悲しい歌 featuring readymade string quartet triste
  - 詞／曲：小西康陽　編曲：村山達哉

## 収録アルバム
- リミックス・アルバム『宇宙組曲』（1996年6月21日）- BABY MEXICAN ROCK VERSION
- アルバム『ハッピー・エンド・オブ・ザ・ワールド』（1997年6月21日）- my baby portable player sound
- ベスト・アルバム『ピチカート・ファイヴJPN〜Big Hits and Jet Lags 1994-1997』（1997年12月10日）
- ベスト・アルバム『シングルス』（2001年6月21日）
- コンピレーション・アルバム『Love-51 ＊アイニ コイ＊』（2003年11月26日）

## カヴァー
- バニラビーンズ - シングル「天国への階段」（2011年）に収録。
- 野宮真貴 - セルフカヴァー・アルバム『30 〜Greatest Self Covers & More!!!〜』（2012年）に収録。
- 初音ミク feat.電ポルP - コンピレーション・アルバム『渋谷系feat.初音ミク』（2012年）に収録。
- ななのん - シングル「ななななのんのん」（2014年）に収録。（タイトルは「ななのんのベイビィ・ポータブル・ロック」）